# Накхонратчасима (провинция)
Накхонратчасима́ (тайск. นครราชสีมา) или Корат (тайск. โคราช) — крупнейшая провинция (чангват) Таиланда, расположенная на северо-востоке страны. Площадь провинции составляет 20 494,0 км², население 2010 год — 2 522 251 человек (второе место). Административный центр — город Накхонратчасима.

## География
Провинцию Накхонратчасима называют «воротами» в Исан — крупный северо-восточный регион, расположившийся на плато Корат.
Здесь имеются два национальных парка — Кхауяй (первый в стране) на западе и Тхаблан на юге. Провинция богата на природные ресурсы: леса, горы, водопады и искусственные водохранилища.

## Климат
| Показатель                    | Янв. | Фев. | Март | Апр. | Май   | Июнь  | Июль  | Авг.  | Сен.  | Окт.  | Нояб. | Дек. | Год    |
| ----------------------------- | ---- | ---- | ---- | ---- | ----- | ----- | ----- | ----- | ----- | ----- | ----- | ---- | ------ |
| Средний суточный максимум, °C | 30,6 | 33,5 | 35,8 | 36,5 | 34,9  | 34,1  | 33,6  | 33,1  | 32,1  | 30,9  | 29,7  | 29,3 | 32,84  |
| Средний суточный минимум, °C  | 16,8 | 20,0 | 22,2 | 24,0 | 24,5  | 24,3  | 23,9  | 23,7  | 23,6  | 22,6  | 20,2  | 17,1 | 21,91  |
| Норма осадков, мм             | 5,9  | 17,8 | 37,1 | 63,5 | 140,5 | 108,3 | 113,7 | 146,2 | 221,6 | 143,4 | 27,3  | 2,8  | 1028,1 |

## История

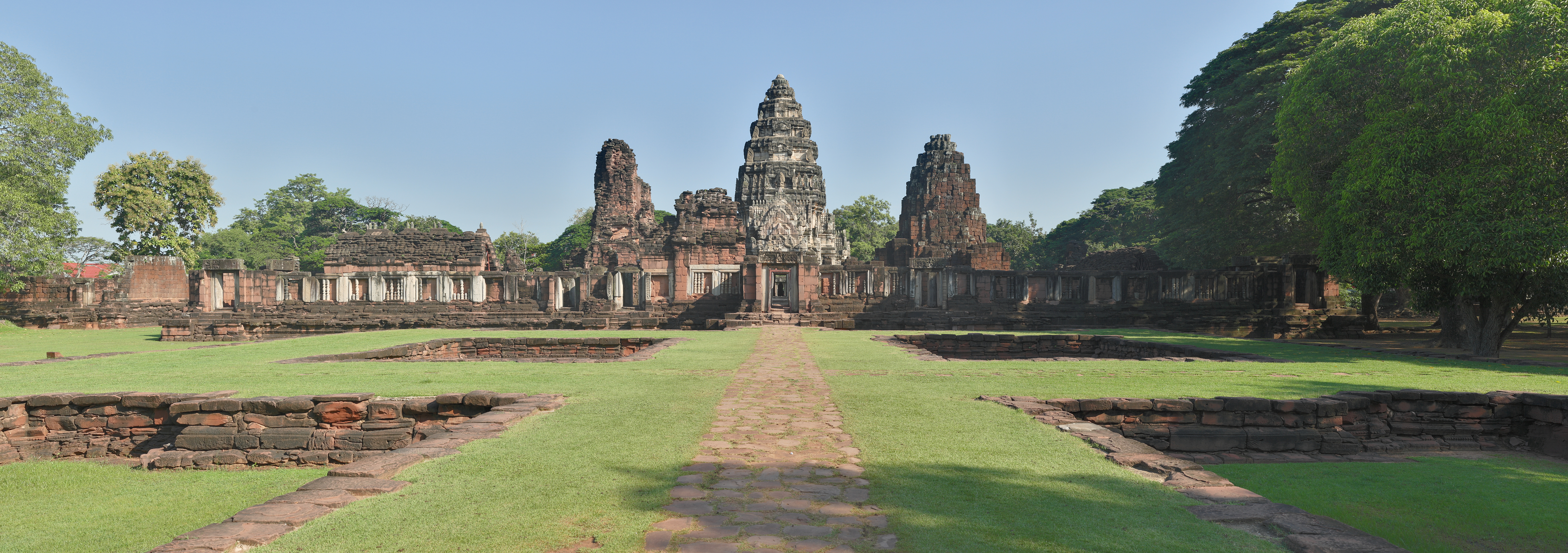
Каменный замок в Пхимай.

Накхонратчасима славится древней историей и богатой культурой. В период Дваравати (IV—XI века) здесь жили древние племена, которых потом вытеснили кхмеры. Один из центров их государства расположился в местечке Пхимай, где находится каменный храм-замок XI века (en:Phimai historical park). Этот архитектурный комплекс связан древней дорогой со столицей кхмерского государства Ангкор. Накхонратчасима с давних времён была главным административным центром северо-востока Таиланда, сейчас это основной транспортный и экономический центр региона.

## Административное деление

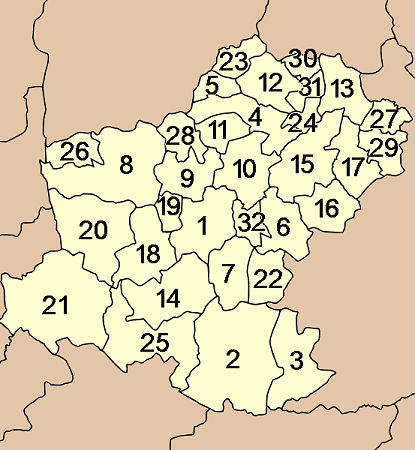
Административная карта провинции.

Подразделяется на 32 района (ампхе), которые состоят из 263 подрайонов (тамбон) и 3743 поселений (мубан).
1. Mueang Nakhon Ratchasima
2. Khon Buri
3. Soeng Sang
4. Khong
5. Ban Lueam
6. Chakkarat
7. Chok Chai
8. Dan Khun Thot
9. Non Thai
10. Non Sung
11. Kham Sakaesaeng
12. Bua Yai
13. Prathai
14. Pak Thong Chai
15. Phimai
16. Huai Thalaeng
17. Chum Phuang
18. Sung Noen
19. Kham Thale So
20. Sikhio
21. Pak Chong
22. Nong Bun Mak
23. Kaeng Sanam Nang
24. Non Daeng
25. Wang Nam Khiao
26. Thepharak
27. Mueang Yang
28. Phra Thong Kham
29. Lam Thamenchai
30. Bua Lai
31. Sida
32. Chaloem Phra Kiat